# Bowling ai XVIII Giochi asiatici
Le gare di bowling ai XVIII Giochi asiatici si sono svolte allo Jakabaring Bowling Center di Palembang, in Indonesia, dal 22 al 27 agosto 2018.

## Nazioni partecipanti
Ai Giochi hanno partecipato 166 atleti provenienti da 18 nazioni differenti.
- Arabia Saudita (6)
- Bahrein (6)
- Cina (6)
- Corea del Sud (12)
- Filippine (12)
- Giappone (12)
- Hong Kong (9)
- India (6)
- Indonesia (12)
- Kazakistan (5)
- Macao (12)
- Malaysia (12)
- Mongolia (12)
- Qatar (6)
- Singapore (12)
- Taipei cinese (12)
- Thailandia (12)
- Vietnam (2)

## Podi

### Uomini
| Evento      | Oro                                                                              | Argento                                                                | Bronzo                                                                            |
| Trio        | Tomoyuki Sasaki Shogo Wada Shusaku Asato                                         | Timmy Tan Ahmad Muaz Fishol Rafiq Ismail                               | Alex Chong Darren Ong Jaris Goh                                                   |
| Squadra a 6 | Choi Bok-eum Hong Hae-sol Park Jong-woo Kim Jong-wook Koo Seong-hoi Kang Hee-won | Ivan Tse Lau Kwun Ho Wong Kwan Yuen Eric Tseng Michael Mak Wu Siu Hong | Wu Hao-ming Chen Hsin-an Hung Kun-yi Chen Ming-tang Lin Pai-feng Hsieh Chin-liang |
| Masters     | Rafiq Ismail                                                                     | Park Jong-woo                                                          | Koo Seong-hoi                                                                     |

### Donne
| Evento      | Oro                                                                      | Argento                                                                            | Bronzo                                                                              |
| Trio        | Esther Cheah Siti Safiyah Syaidatul Afifah                               | Pan Yu-fen Chou Chia-chen Tsai Hsin-yi                                             | Joey Yeo Daphne Tan Bernice Lim                                                     |
| Squadra a 6 | Baek Seung-ja Han Byul Kim Hyun-mi Lee Yeon-ji Ryu Seo-yeon Lee Na-young | Esther Cheah Syaidatul Afifah Natasha Roslan Jane Sin Siti Safiyah Shalin Zulkifli | Chang Yu-hsuan Pan Yu-fen Chou Chia-chen Tsai Hsin-yi Huang Chiung-yao Wang Ya-ting |
| Masters     | Mirai Ishimoto                                                           | Lee Yeon-ji                                                                        | Lee Na-young                                                                        |

## Medagliere
| #      | Nazione       | Oro | Argento | Bronzo | Totale |
| ------ | ------------- | --- | ------- | ------ | ------ |
| 1      | Corea del Sud | 2   | 2       | 2      | 6      |
| 2      | Malaysia      | 2   | 2       | 0      | 4      |
| 3      | Giappone      | 2   | 0       | 0      | 2      |
| 4      | Taipei cinese | 0   | 1       | 2      | 3      |
| 5      | Hong Kong     | 0   | 1       | 0      | 1      |
| 6      | Singapore     | 0   | 0       | 2      | 2      |
| Totale | Totale        | 6   | 6       | 6      | 18     |